# Brackendale Eagles Park
Brackendale Eagles Park är en park i Kanada.   Den ligger i provinsen British Columbia, i den sydvästra delen av landet, 3 500 km väster om huvudstaden Ottawa. Brackendale Eagles Park ligger 158 meter över havet.
Terrängen runt Brackendale Eagles Park är bergig västerut, men österut är den kuperad. Närmaste större samhälle är Squamish, 7,6 km söder om Brackendale Eagles Park. 
I omgivningarna runt Brackendale Eagles Park växer i huvudsak blandskog. Runt Brackendale Eagles Park är det ganska tätbefolkat, med 166 invånare per kvadratkilometer.